# Castres-Gironde
Castres-Gironde is een gemeente in het Franse departement Gironde (regio Nouvelle-Aquitaine). De plaats maakt deel uit van het arrondissement Bordeaux. Castres-Gironde telde op 1 januari 2022 2.689 inwoners.

## Geografie
De oppervlakte van Castres-Gironde bedroeg op 1 januari 2022 6,97 vierkante kilometer; de bevolkingsdichtheid was toen 385,8 inwoners per km².

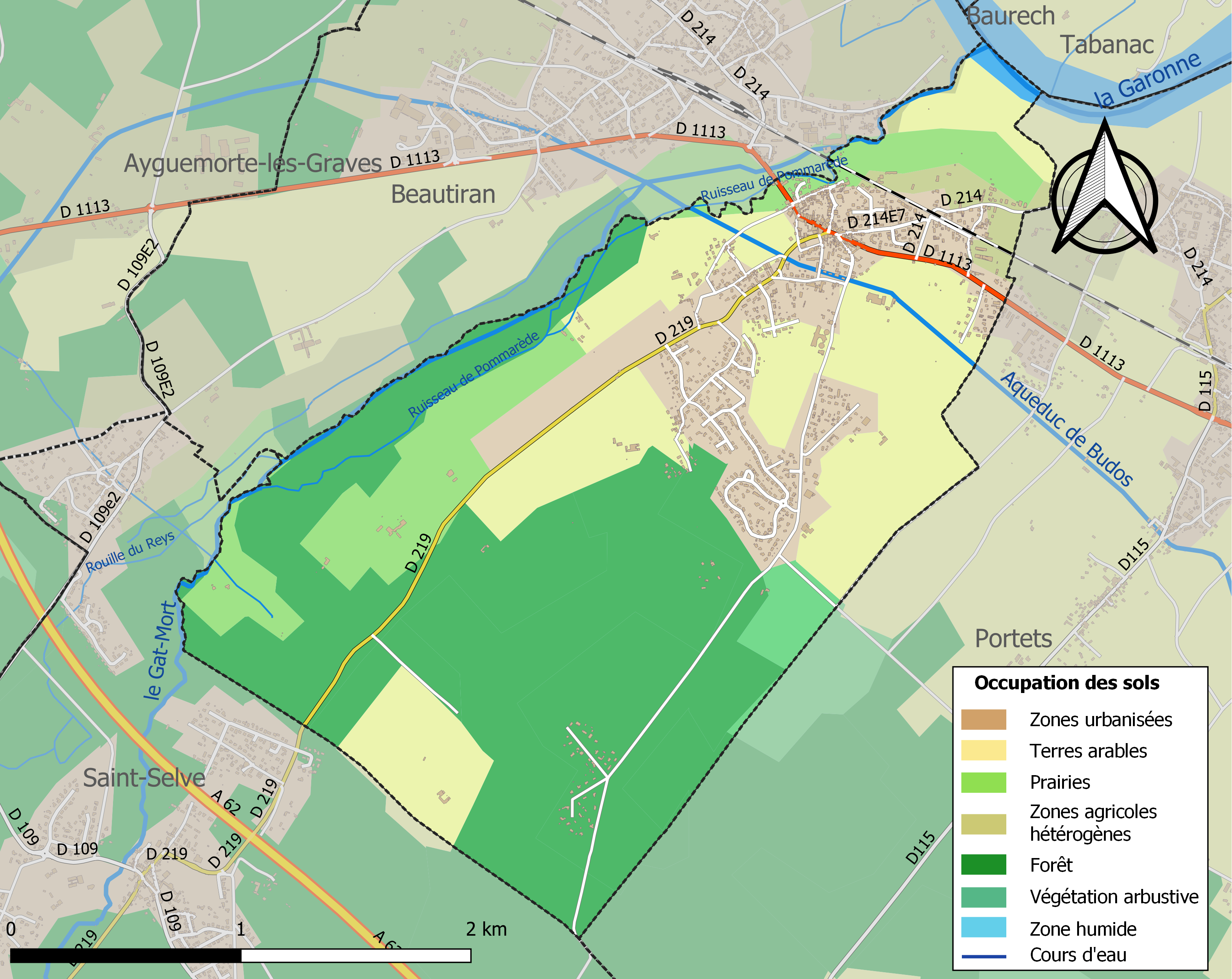
Kaart van de gemeente met belangrijkste infrastructuur, bodemgebruik en omliggende gemeenten

## Demografie
Onderstaande figuur toont het verloop van het inwonertal (bron: INSEE-tellingen).